# Christer Olsson (ishockeyspelare)
Christer Olsson, född 24 juli 1970 i Arboga i Västmanland, är en svensk före detta professionell ishockeyspelare och tränare. Olsson har tidigare spelat för bland annat Brynäs IF och Leksands IF. Som tränare har han bland annat representerat Leksands IF och Klagenfurter AC. Från säsongen 2019/2020 är Olsson assisterande tränare för Örebro HK i SHL.

## Biografi

### Spelarkarriär
Via sin moderklubb IFK Arboga spelade Christer Olsson i Mora IK i tre säsonger i Division 1 innan han startade sin första Elitseriesäsong i Brynäs IF året 1992, med vilka han erövrade SM-guld 1993. Han blev 1993 draftad av St. Louis Blues i NHL men det dröjde till säsongen 1995–1996 innan han gick över till spel i NHL. Säsongen 1996–1997 var han en del av en i NHL ökänd bytesaffär där han byttes från St. Louis Blues till Ottawa Senators mot spelaren Pavol Demitra. Demitra gjorde succé i Blues i ett antal år medan Olsson beslutade sig för att återvända till Sverige efterföljande säsong.
Efter spel i Västra Frölunda i två år spelade han ett år i den österrikiska ligan, där han blev österrikisk mästare, och återvände år 2000 åter till Elitserien och Brynäs. Han avslutade sin karriär i Leksands IF säsongen 2004–2005.
Han spelade 106 landskamper i Tre Kronor och blev bland annat världsmästare i ishockey 1998. 

### Tränarkarriär
Den 10 april 2019 spikades tränartrion i Örebro HK för säsongen 2019/2020, då det blev klart att Christer Olsson ansluter på tvåårskontrakt som assisterande tränare i Örebro Hockey. Christer Olsson kom närmst som assisterande tränare från Leksands IF. I Örebro kom han att arbeta tillsammans med Niklas Eriksson som huvudtränare. Då de båda var tränare för Leksands IF säsongen 2010/2011 och 2011/2012, fast då i omvända roller. De båda fick lite oförklarligt sparken den 30 november 2011, trots att Leksands IF låg fyra i den allsvenska tabellen.

## Meriter
- SM-guld 1993
- Utnämnd av IIHF till bäste back 1995
- VM-guld 1998
- VM-silver 1995
- VM-brons 1999, 2001
- Österrikisk mästare 2000

## Klubbar

### Som spelare
- IFK Arboga, 1988–1989, Division 2
- Mora IK, 1989–1992, Division 1
- Brynäs IF, 1992–1995, Elitserien
- Worcester IceCats, 1995–1997, AHL
- St. Louis Blues, 1995–1997, NHL
- Ottawa Senators, 1996–1997, NHL
- Västra Frölunda HC, 1997–1999, Elitserien
- Klagenfurter AC, 1999–2000, österrikiska ligan
- Brynäs IF, 2000–2002, Elitserien
- Leksands IF, 2002–2005, Elitserien, HockeyAllsvenskan

### Som tränare
- Leksands IF (2005/2006–2006/2007) assisterande tränare
- Leksands IF J20 (2007/2008–2008/2009) huvudtränare
- Leksands IF (2009/2010–2011/2012) huvudtränare
- Klagenfurter AC (2012/2013–2015/2016) assisterande och huvudtränare
- HC Innsbruck (2014/2015–2015/2016) huvudtränare
- Västerås Hockey (2016/2017) huvudtränare
- Leksands IF J20 (2018/2019) huvudtränare
- Leksands IF (2018/2019) assisterande tränare
- Örebro HK (2019/2020) assisterande tränare